# Scrivellano
Scrivellano (Scrivlàn, in dialetto piacentino) è una località del comune italiano di Travo, in provincia di Piacenza.
Dista circa 9 km dal capoluogo comunale ed è raggiungibile attraverso la strada provinciale 76 che si dirama dalla strada provinciale 40 in località Belvedere di Statto.

## Geografia fisica
Scrivellano si trova in val Trebbia, sulla riva sinistra del fiume Trebbia, in zona precollinare, sulla vasta paleofrana assestata di Scrivellano/Statto che, ricca di sorgenti e di falde acquifere con abbondanti coltri terrose-limose, ha determinato la fertilità del terreno e permesso lo stabilirsi di attività produttive legate all’agricoltura fin dal Neolitico.
Nelle vicinanze di Scrivellano sono presenti diversi prati nei quali cresce il narcissus tazetta, specie di narciso che si caratterizza per la presenza di diversi fiori su un unico stelo, con petali bianchi e tazzetta centrale gialla e che fiorisce verso fine inverno, intorno alla metà di marzo.

## Origine del nome
Il nome più antico di cui si ha notizia corrisponde probabilmente a quello di un “fundus” appartenente al “Pago Minervio Piacentino” citato nella Tabula alimentaria traianea di Veleia come Scrofulanus da cui, secondo l'analisi linguistica dell'Olivieri, deriva il nome di Scrivellano.
Nel 1072 questa località è indicata come Scrivolanum in un contratto stipulato nel monastero di San Savino da parte di Dionisio Vescovo di Piacenza.
Nelle “Cronache” medievali, Scrivellano viene citato come villam Serevolani da Giovanni Codagnello relativamente agli avvenimenti del 1234, e come locum Scravellani dal Guarino nella cronaca del 1312. Il Poggiali, trascrivendo parte della cronaca del Guarino, riporta la località locum Screvelani.

## Storia
Il territorio di Scrivellano fu abitato fin dal Neolitico superiore da popolazioni di ambito ligure dedite all’agricoltura e alla pastorizia. Lo dimostrano i ritrovamenti di due foliati, strumenti litici ottenuti mediante la scheggiatura della pietra.
L’epoca romana ha lasciato a Scrivellano i suoi segni: lo testimonia il ritrovamento dei resti di quattro villae; nella zona della scuola, inoltre, negli anni 1970, durante lavori edilizi e agricoli sono stati trovati materiali di età tardo imperiale: laterizi, mattonelle per pavimenti, tubuli per riscaldamento, ceramiche, monete del III-IV secolo, un bisturi in bronzo, anelli in ferro e bronzo, un frammento di bracciale vitreo, tessere musive e paste vitree.
Dopo la conquista della Dacia da parte dei Romani, tra il 101 e il 106 d.C., anche molti terreni del Piacentino furono assegnati ai veterani dell’esercito come ridistribuzione dei frutti di questa conquista.. La zona di Scrivellano fu assegnata a Lucio Cornelius Severus che la lasciò poi in eredità alla figlia Cornelia Severa, citata nella tavola alimentaria traianea come proprietaria di molti fondi, fra i quali quello di Scrivellano compreso nel pago Minervio, nome che richiama il culto della dea Minerva medica, ampiamente testimoniato dai numerosi ritrovamenti nel territorio di Travo.

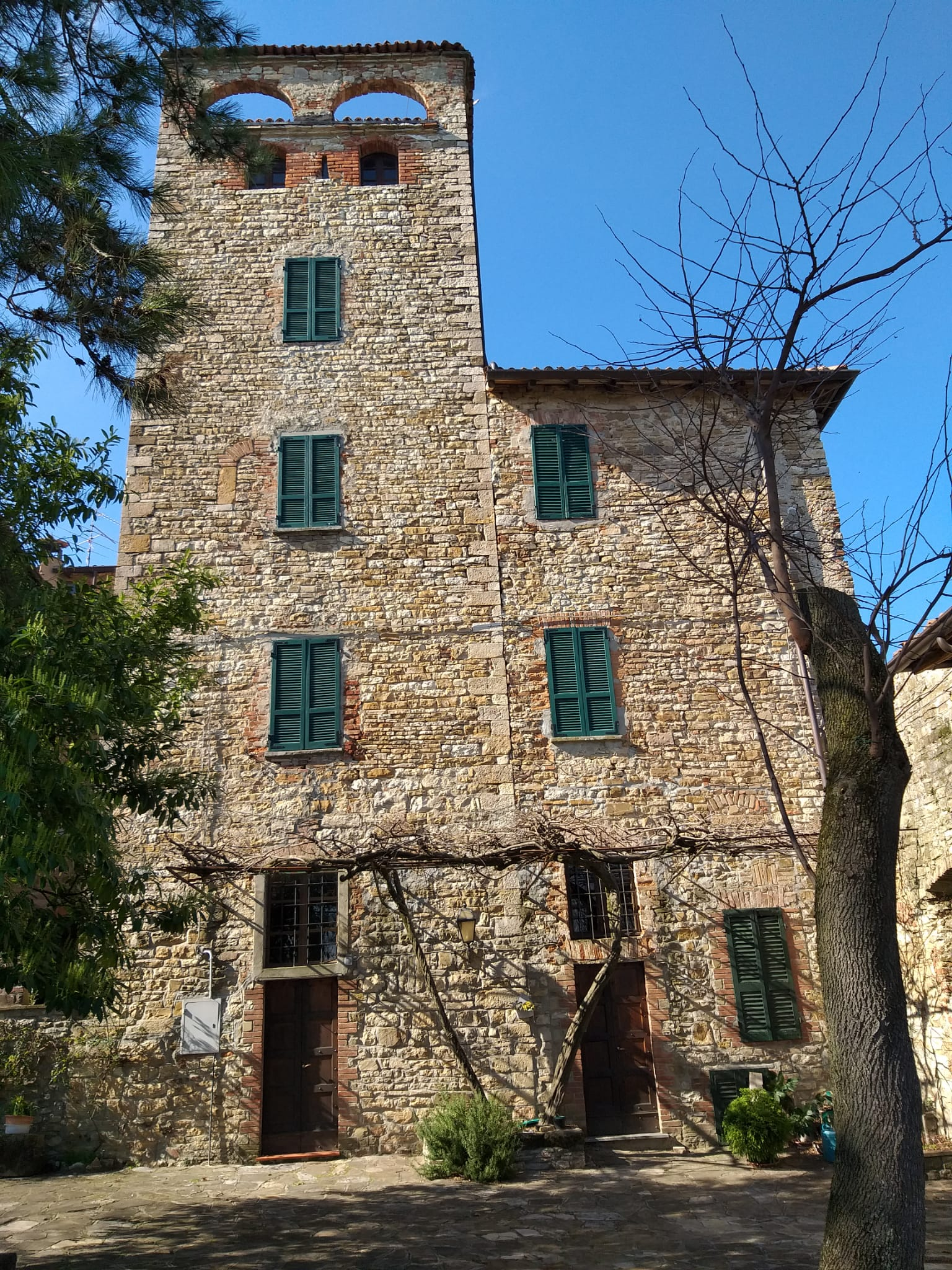
Il mastio del castello di Scrivellano

Dopo la caduta dell’impero romano il territorio fu soggetto alla dominazione dei Longobardi e, nel periodo dell’”incastellamento”, anche a Scrivellano venne costruito il castello, probabilmente verso la fine del XII secolo.
Nel 1234 i “populares” Piacentini insieme a quelli di Cremona, dopo il fallimento dell’assedio di Rivergaro per l’energica difesa dei nobili che vi si erano asserragliati, passarono il Trebbia e si diressero verso i villaggi di Statto, Scrivellano e Pigazzano, incendiandoli ed espugnando i rispettivi castelli.
Nell’ultimo giorno di ottobre del 1312, Francesco Scoto, per ordine del padre Alberto, che in quell’anno era ridiventato signore di Piacenza, con un piccolo numero di soldati, dopo aver devastato e bruciato in val Tidone Ziano e Corano, passò in val Trebbia e occupò i castelli di Scrivellano e Fabiano.
Il castello di Scrivellano appartenne poi agli Anguissola che nel 1438 ottennero dal duca di Milano Filippo Maria Visconti il titolo comitale, conferito con diploma a Giovanni Anguissola che divenne conte di Montesanto. Nel 1595, secondo il Bolzoni, il castello era proprietà del conte Camillo Landi.
Nel 1625, Alessandro Bolzoni, cartografo di casa Farnese, elabora una grande carta manoscritta nella quale raffigura tutti li castelli et ville…. della ill.ma Casa de’ Signori Anguissola. In essa il nucleo fortificato di Scrivellano viene rappresentato con la chiesa di San Giovanni Battista e un insieme di piccoli edifici, alcuni dei quali turriti.
Nel 1644, con rogito datato 3 marzo, i conti Ottaviano, Alessandro e Carlo Landi vendettero per 15 000 lire il fortilizio, ormai in rovina per la distruzione operata dalle truppe spagnole, al notaio Carlo Antonio Novati. Il castello ritornò poi ai Landi che lo tennero sino alla fine del Settecento. Nel XIX secolo il castello fu acquistato della famiglia Romani, cui si deve il nome “castello dei Romani“.
Nel 1832 nel primo volume della “Corografia d’Italia”, Scrivellano viene descritto come un villaggio degli Stati Parmensi, in provincia di Piacenza, lungo la riva sinistra del Trebbia, luogo in cui abbondano cereali, viti e gelsi.

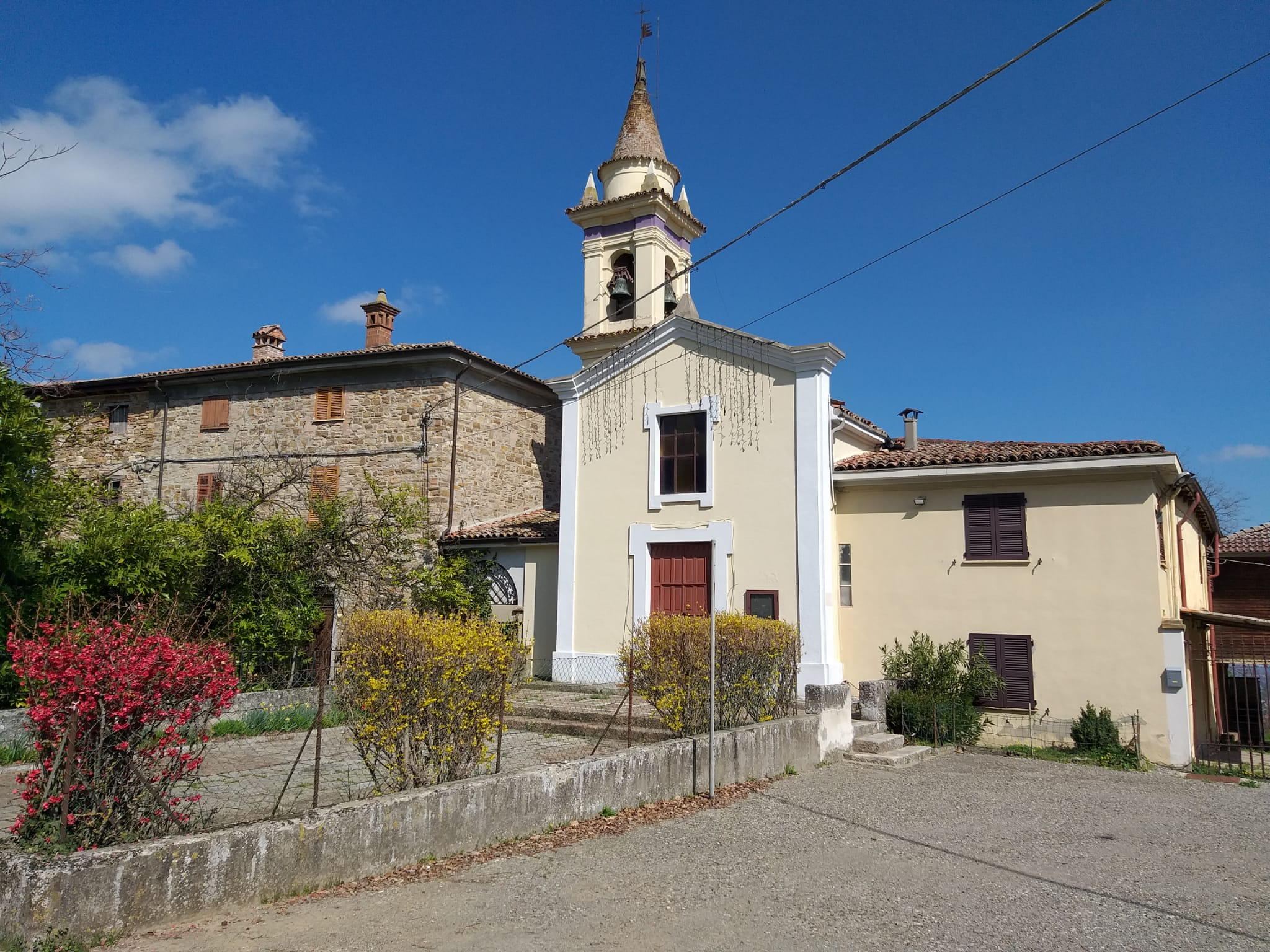
Chiesa di San Giovanni Battista

Il 26 agosto 1897, durante un violento temporale, un fulmine, dopo aver colpito il campanile della chiesa asportandone la cupola, entrò in chiesa, nella quale si erano rifugiati il parroco di Pigazzano don Francesco Rancati e Alessandro Romani e colpì entrambi: il primo cadde a terra tramortito mentre il secondo subì gravi ustioni.

## Monumenti e luoghi d’interesse

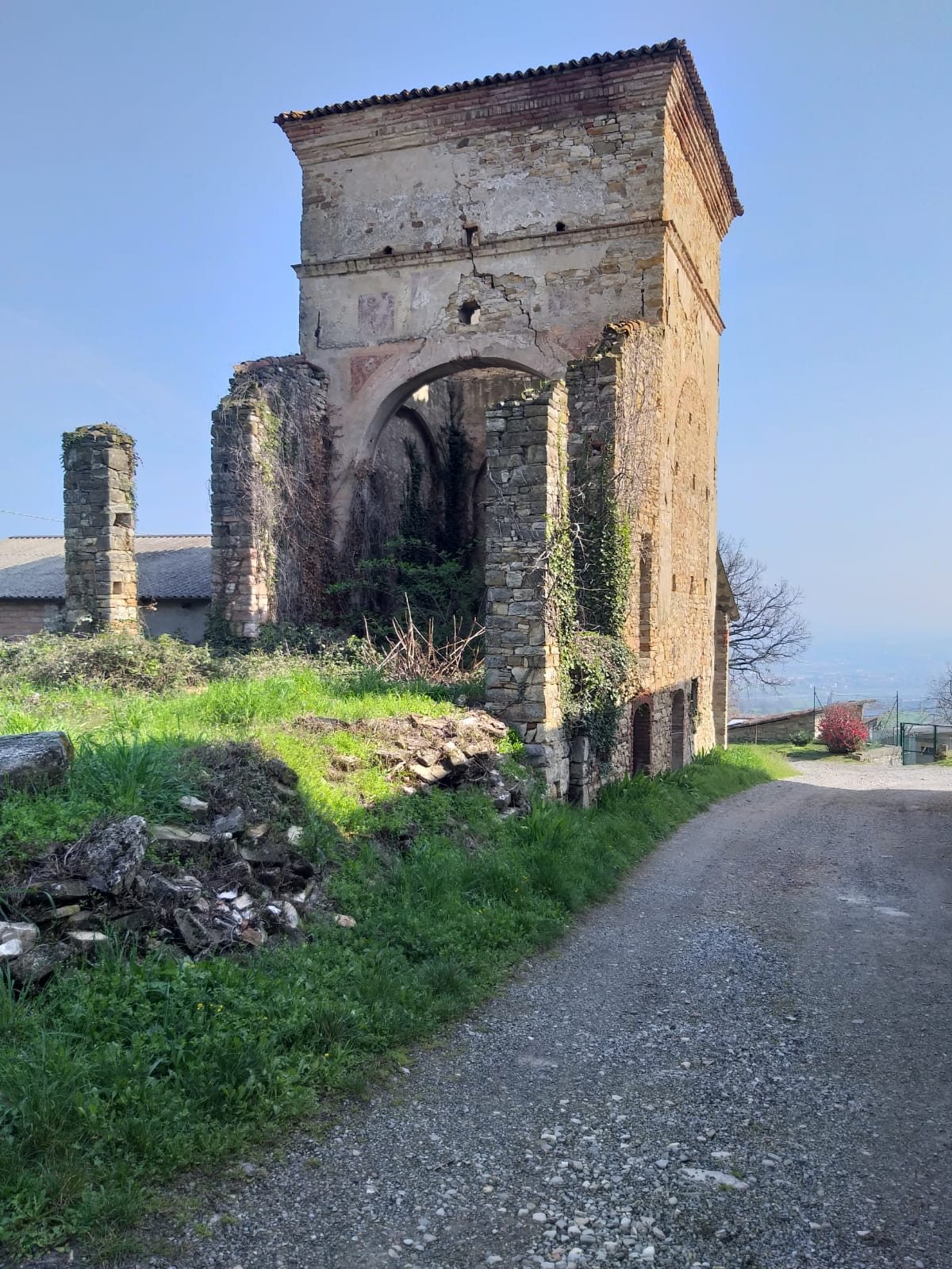
Torre di guardia del castello di Scrivellano

### Architetture religiose
Chiesa di San Giovanni BattistaLa chiesa, dedicata a San Giovanni Battista, era già presente in una mappa disegnata dal cartografo Bolzoni nel 1625; la struttura risale alla seconda metà del XVIII secolo e risulta consacrata nel 1776 per opera di Monsignor Pellizzari. La facciata, preceduta da un ampio sagrato è a capanna e presenta un unico portale sovrastato da un finestrone rettangolare, entrambi con cornici modanate. Ai lati della chiesa si addossano edifici privati a sinistra, mentre a destra si trovano la sagrestia e la canonica. Il campanile, collocato a sinistra del presbiterio, è a pianta quadrata e culmina in una cella, con campane, aperta su tutti i lati e a sua volta termina con un tamburo di forma circolare rinserrato su tutti i lati da guglie a forma di piramide. L’interno della chiesa è ad unica navata a due campate con volta a botte; all'altezza della prima campata sono presenti due cappelle votive, la prima, posta sul lato destro è consacrata alla Beata Vergine, mentre quella situata sul lato opposto è consacrata al Sacro Cuore. Il presbiterio, posto più in alto rispetto al piano di calpestio della chiesa e raggiungibile tramite un gradino, è connesso alla navata per mezzo di un arco a tutto sesto. Le volte che si trovano nella navata, nelle cappelle laterali e nel presbiterio presentano decorazioni ad affresco.

### Architetture militari
Castello di Scrivellano, detto “dei Romani”Del complesso castrense, la cui costruzione risale alla fine del XII secolo, rimane ancora un edificio molto trasformato a pianta rettangolare, che si eleva su tre piani fuori terra e presenta sopra l’ingresso i segni del ponte levatoio. L’alto mastio quadrato, ben conservato e adibito ad abitazione, presenta sul lato occidentale, in corrispondenza del primo piano, l’antico accesso, poi successivamente murato, alla base del quale si notano i due mensoloni in pietra dove veniva appoggiata una passerella, simile a un ponte levatoio, che, secondo lo schema di queste torri, doveva essere sostenuta dall’altra parte da una struttura provvisoria facilmente abbattibile in caso di assalti nemici. A nord/est del castello sorge poi un torrione di guardia cinquecentesco, con fregi dipinti, ormai senza il tetto e in precarie condizioni a seguito dell’incendio sviluppatosi il 15 agosto del 1972 che, alimentato dalla paglia e dal fieno che vi erano depositati, distrusse un ripiano in legno e il tetto della struttura che non è più stata restaurata. Non c’è più traccia delle cinte murarie in una delle quali doveva essere inserito il torrione cinquecentesco.